# Петроградская улица (Санкт-Петербург)
Петрогра́дская улица — улица в Петроградском районе Санкт-Петербурга. Проходит по Петроградскому и Крестовскому островам от реки Малой Невки в створе Большого Крестовского моста до Депутатской улицы.

## История
Первое упоминание улицы как Петербургской относится к 1877 году. Улица названа по Петербургской части, в которой проходила.
На некоторых планах 1893—1915 годов в состав улицы включалась Сергиевская улица (нынешняя улица Вакуленчука).
В 1914 году, после переименования Петербурга в Петроград, название улицы сменилось на Петроградскую.
Когда город стал Ленинградом, ни один топоним с прилагательным «Петроградский» не был изменён.

## Магистрали
Петроградская улица граничит или пересекается со следующими магистралями:
| 1. Большая Зеленина улица 2. набережная Адмирала Лазарева 3. Левашовский проспект | 1. Вязовая улица 2. проспект Динамо 3. Крестовский проспект | 1. Морской проспект 2. Константиновский проспект 3. Депутатская улица |

## Достопримечательности
Рядом с Петроградской улицей находятся:
| - река Карповка - река Малая Невка - Большой Крестовский мост | - ФГБУ «КДЦ» с поликлиникой - Областная больница № 31 - река Крестовка | - «Девушка с веслом» |

## Транспорт
- Метро:
  - Станция «Крестовский остров»
  - Станция «Чкаловская»

- Автобусы:

На всём протяжении улицы по ней проходят автобусные маршруты № 10, 25.
С 1928 по 2007 год на всём протяжении улицы осуществлялось трамвайное движение.